# Natalia Budu
Natalia Budu (ur. 7 kwietnia 1985 roku) – mołdawska zapaśniczka walcząca w stylu wolnym.
Zajęła piąte miejsce na mistrzostwach świata w 2009 i 2014. Brązowa medalistka mistrzostw Europy w 2011 i 2014, a także akademickich MŚ w 2012. Piąta na igrzyskach europejskich w 2015 roku.